# Fredrik Martin
Fredrik Robert Martin, född den 8 maj 1868 i Stockholm, död 1933, var en konstindustriell samlare, kännare särskilt av orientalisk konst och kultur, bror till Hugo Martin, kusin till Carl Roland Martin och sonsons son till Roland Martin.

## Biografi
Martin, som blev filosofie doktor i Wien 1899, var e.o. amanuens vid Statens historiska museum 1890-1902 och dragoman vid svenska beskickningen i Konstantinopel 1904-08. Han bosatte sig sedan i Florens. Martin gjorde sig känd genom de intressanta och rika samlingar av orientalisk konstindustri, som han med insikt och djärvhet hopbragte under vidsträckta och långvariga resor (till Sibirien 1891-92, Europeiska Ryssland, Kaukasus och Centralasien 1894-95, Egypten, Mindre Asien och Turkiet 1895-96, Ryssland, Turkiet med flera länder med statsanslag 1898-1903 för uppsökande av svenska minnen, under de senare åren ständiga resor i Europa, Mindre Asien och Egypten). 
Martins tidigare samlingar har delvis övergått till Nationalmuseum, Naturhistoriska riksmuseets etnografiska avdelning och enskilda samlare (professor Hjalmar Sjögren, direktör Carl Robert Lamm med flera). De var till sina betydligaste delar exponerade vid Stockholmsutställningen 1897 i en särskild paviljong. Martins sedermera gjorda samlingar, bland vilka märks sasanidiska metallkärl, egyptisk keramik från alla åldrar, värdefulla arabiska och persiska manuskript och miniatyrer (de äldsta från 700-800-talen), bokband, orientaliska äldre mattor och andra textilier, jordfunna kinesiska bronser, seldjukiska smycken, var till en del utställda vid den stora utställningen med islamisk konst i München 1910, för vilken Martin var kommissarie och till vilken han även, jämte Bürkel och professor Friedrich Sarre, uppgjort planen. Jämte Sarre utgav Martin 1912 ett ståtligt planschverk med text om utställningen, Meisterwerke muhammedanischer Kunst. Ett större arbete på engelska, Persian Miniatures Art, utkom även det 1912. Etnografiska museet i Stockholm förvaltar drygt 1700 föremål som Martin samlade in under sina resor.